# Sayed Mohammed Jaffer
Sayed Mohammed Jaffer (25 de agosto de 1985) é um futebolista profissional bareinita que atua como goleiro pelo Al-Muharraq.

## Seleção nacional
Sayed Mohammed Jaffer representou a Seleção Bareinita de Futebol na Copa da Ásia de 2015.